# Puerto de Peñanegra
El puerto de Peñanegra es un puerto de montaña situado en el sur de la provincia de Ávila, en España. En algunas referencias aparece como puerto de Peña Negra.

## Situación
Tiene una altitud de 1919 metros y comunica el Valle del Corneja (Valdecorneja) con la sierra de Gredos, cruzando la sierra de Villafranca. Parte de Piedrahíta y acaba en el término municipal de San Juan de Gredos, cerca de su núcleo Navacepeda de Tormes. 
En su recorrido solamente pasa por Pesquera (pedanía de Piedrahíta) y por la localidad de La Herguijuela. Su cima pertenece al término municipal de Santiago del Collado. Corresponde con la carretera provincial AV-932.
- En su vertiente norte tiene un recorrido de 15 km y un desnivel de 840 metros.
- En su vertiente sur tiene un recorrido de 12 km y un desnivel de 590 metros.

Ascendiendo por el norte, a una altitud de unos 1600 metros, se encuentra el enclave Monte de la Jura, donde según cuentan las crónicas fueron derrotadas las tropas musulmanas por los ejércitos cristianos, significando un hito en el posterior desarrollo de la Reconquista.

## Usos
El puerto de Peñanegra (en su vertiente norte) es muy conocido por ser un lugar idóneo para la práctica de deportes de vuelo libre (ala delta, parapente...), habiendo acogido competiciones internacionales con regularidad. En 2011, se celebró el Campeonato del Mundo de Parapente en Piedrahíta con el puerto de Peñanegra funcionando como el punto de despliegue. 
Además, el puerto de Peñanegra tiene un especial interés para los aficionados al ciclismo. La Vuelta a España ha pasado en numerosas ocasiones por él y está considerado un puerto de 1ª categoría.